# Nakoko team
Nakoko Team(なここ チーム) es un trío femenino de J-pop en español y Pop, originario de Granollers, de Barcelona, España. Es conocido por ser el único grupo de Para Para que compone sus canciones.

## Historia
Las chicas se conocen desde el año 2001 y fue Keiko la que propuso la idea de formar el grupo después de mostrarles a Kume y a Neko coreografías de ParaPara, se llamaron Nakoko Team debido a que representaban a la organización Nakoko.com y en honor a Hinoi Team, otro grupo de ParaPara.
En 2008 sacaron su primer y más conocido sencillo "Nakoko Go Go!"
También en ese mismo año fueron las coorganizadoras del primer concurso de ParaPara de España, en el XIV Salón del Manga de Barcelona
En 2009 Sacaron su segundo sencillo, "Por ti" y también participaron en la organización del II Concurso de Para Para durante el XV Salón del Manga.

## Nakoko Go Go!
Nakoko Go Go! (なここ ゴゴ！) o "El Nakoko" fue su primer sencillo y canción más representativa. Fue bailada varias veces por el grupo y sus fanes durante las ediciones del Salón del Manga de 2008 y 2009, y es un hito que quedará en la historia del Salón.

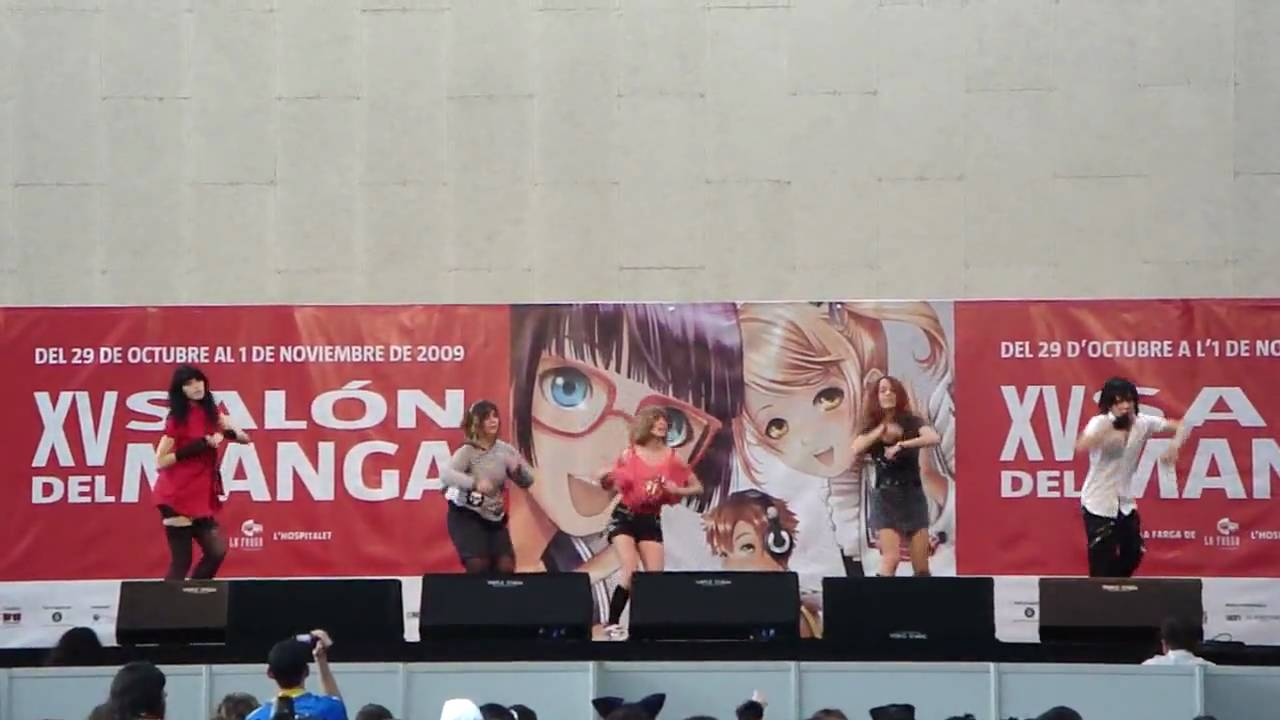
Concursantes del II Concurso de ParaPara bailando "El Nakoko"

 Tiene una letra muy alegre, sin perder la base del género de jpop en el que se enmarca, además representa la personalidad juvenil del grupo.
El vídeo se encuentra en You Tube
y se puede ver a las chicas realizando la coreografía. 
La canción se dio por finalizada en 2009 con la colaboración por parte de Laurent Gelmetti.
También se realizó una nueva coreografía, obra del grupo de Paralists italianos ParaParadoxGroup.
Aunque el baile sea ParaPara, la canción no es considerada como tal ya que no es Eurobeat, por eso mismo fue enmarcada en la modalidad de "coreografía" durante el concurso.

## Discografía

### Sencillos
| # | Título        | Fecha lanzamiento    |
| - | ------------- | -------------------- |
| 1 | Nakoko Go Go! | 2008                 |
| 1 | Nakoko Go Go! | 2009 (Versión final) |
| 2 | Por ti        | 2009                 |